# Jean-Joseph De Cloet
Jean-Joseph De Cloet (Brugge, 4 mei 1794 - Freÿr-Waulsort, 21 februari 1855) was een Belgisch publicist, botanicus en leraar.

## Levensloop
Over het leven van De Cloet is weinig bekend, tenzij dat hij in Brugge geboren werd, leraar was aan het Sint-Jozefscollege in Aalst en heel wat historische en geografische boeken publiceerde.
Onder het Verenigd Koninkrijk der Nederlanden werkte hij mee aan kranten die kritisch stonden tegenover het Nederlands bestuur: Le Spectateur Belge, l'Ami du Roi et de la Patrie en Le Cultivateur.

## Publicaties
- Tableau général ou analyse succinte de la rhétorique, 1819.
- Essai sur les langues françaises et hollandaises, 1820 & 1842.
- Histoire du soulèvement des Pays-Bas contre la domination espagnole, par Fréréric Schiller, 1821.
- Géographie historique, physique et statistique du royaume des Pays-Bas et de ses colonies,
- Essai comparatif sur l'arrangement des mots dans les langues française et hollandaise (...), 1823.
- Manuel de l'administrateur, du manufacturier et du négociant, ou tableau statistique de l'industrie des Pays-Bas, 1823.
- Voyage pittoresque dans le royaume des Pays-Bas, 1825.
- Itinéraire de Bruxelles à Vienne, 1829.
- Relation d'un voyage de Bruxelles à Vienne, Prague et Carlsbad, fait en 1828, 1829.
- Album pittoresuque, faisant suite au Voyage pittoresque dans le royaume des Pays-Bas, Brussel, 1830.
- Profession de foi politique dédiée à ma patrie, 1834.
- Le fruit de mes loisirs. Vers écrits en Autriche en 1834, 1835.